# Férfi 4 × 7,5 km-es biatlonváltó a 2022. évi téli olimpiai játékokon
A 2022. évi téli olimpiai játékokon a biatlon férfi 4 × 7,5 km-es váltó versenyszámát február 15-én rendezték. Az aranyérmet a norvég csapat nyerte. A versenyszámban nem vett részt magyar csapat.

## Eredmények
A verseny eredetileg 17 órakor (magyar idő szerint 10 órakor) kezdődött volna. 2022. február 14-én  a kezdési időpontot a várható extrém hideg hőmérséklet (Az előrejelzések -15 celsius fokot vártak. -20 fok alatt nem lehet versenyt rendezni.) miatt 17:00-ról előrehozták 14:30-ra.
| Helyezés | R  | Csapat | Idő                                       | Lövőhiba (F+Á)                       | Hátrány |
| -------- | -- | --- | ----------------------------------------- | ------------------------------------ | ------- |
| Arany    | 1  | Norvégia (NOR) · Sturla Holm Lægreid · Tarjei Bø · Johannes Thingnes Bø · Vetle Sjåstad Christiansen                | 1:19:50,2 20:21,2 20:40,1 19:10,9 19:38,0 | 1+7 0+0 1+3 0+0 0+2 0+2 0+0 0+0 0+0  | –       |
| Ezüst    | 3  | Franciaország (FRA) · Fabien Claude · Émilien Jacquelin · Simon Desthieux · Quentin Fillon Maillet                  | 1:20:17,6 19:48,7 20:01,2 20:20,6 20:07,1 | 0+9 0+2 0+0 0+1 0+0 0+2 0+1 0+1 0+2  | +27,4   |
| Bronz    | 2  | Az Orosz Olimpiai Bizottság versenyzői (ROC) · Szaid Halili · Alekszandr Loginov · Makszim Cvetkov · Eduard Latipov | 1:20:35,5 19:40,9 19:32,8 20:15,5 21:06,3 | 2+6 0+0 0+1 0+0 0+2 0+0 0+0 0+0 2+3  | +45,3   |
| 4.       | 4  | Németország (GER) · Erik Lesser · Roman Rees · Benedikt Doll · Philipp Nawrath                                      | 1:20:54,5 20:21,8 20:15,0 19:36,3 20:41,4 | 1+9 0+0 0+3 0+0 0+1 0+1 1+3          | +1:04,3 |
| 5.       | 8  | Svédország (SWE) · Peppe Femling · Jesper Nelin · Martin Ponsiluoma · Sebastian Samuelsson                          | 1:21:39,6 20:18,5 21:01,5 20:05,0 20:14,6 | 1+13 0+1 0+3 1+3 0+1 0+3 0+1 0+0 0+1 | +1:49,4 |
| 6.       | 10 | Kanada (CAN) · Adam Runnalls · Christian Gow · Jules Burnotte · Scott Gow                                           | 1:21:46,5 20:33,2 20:36,8 20:32,6 20:03,9 | 2+9 0+1 1+3 0+0 1+3 0+2 0+0 0+0 0+0  | +1:56,3 |
| 7.       | 7  | Olaszország (ITA) · Thomas Bormolini · Tommaso Giacomel · Lukas Hofer · Dominik Windisch                            | 1:21:48.8 20:11,8 20:14,5 20:38,4 20:44,1 | 2+13 0+0 0+2 0+0 0+3 1+3 0+1 0+1 1+3 | +1:58,6 |
| 8.       | 5  | Fehéroroszország (BLR) · Mikita Labastau · Dzmitry Lazouski · Maksim Varabei · Anton Smolski                        | 1:21:49,2 19:41,8 20:43,9 21:13,8 20:09,7 | 2+11 0+2 0+1 0+0 0+2 0+0 2+3 0+3 0+0 | +1:59,0 |
| 9.       | 6  | Ukrajna (UKR) · Bogdan Tsymbal · Artem Pryma · Anton Dudchenko · Dmytro Pidruchnyi                                  | 1:23:31,5 20:22,9 21:05,4 20:49,9 21:13,3 | 4+12 0+1 0+1 0+1 1+3 0+0 1+3 0+0 2+3 | +3:41,3 |
| 10.      | 14 | Ausztria (AUT) · David Komatz · Simon Eder · Felix Leitner · Harald Lemmerer                                        | 1:23:31,9 20:34,2 20:33,2 20:10,9 22:13,6 | 2+8 0+2 0+0 0+0 0+2 0+0 0+0 0+1 2+3  | +3:41,7 |
| 11.      | 11 | Szlovénia (SLO) · Miha Dovžan · Jakov Fak · Lovro Planko · Rok Tršan                                                | 1:24:09,6 20:23,6 20:43,1 21:33,7 21:29,2 | 0+10 0+1 0+0 0+1 0+3 0+2 0+1 0+0 0+2 | +4:19,4 |
| 12.      | 9  | Svájc (SUI) · Sebastian Stalder · Benjamin Weger · Niklas Hartweg · Joscha Burkhalter                               | 1:24:12,3 20:58,0 20:22,0 20:10,0 22:42,3 | 1+8 0+0 0+0 0+1 0+1 0+0 0+0 1+3 0+3  | +4:22,1 |
| 13.      | 15 | Egyesült Államok (USA) · Sean Doherty · Jake Brown · Paul Schommer · Leif Nordgren                                  | 1:25:33,0 20:47,2 21:11,5 21:21,2 22:13,1 | 3+13 0+1 1+3 0+0 1+3 0+0 0+2 1+3 0+1 | +5:42,8 |
| 14.      | 17 | Litvánia (LTU) · Tomas Kaukėnas · Vytautas Strolia · Karol Dombrovski · Linas Banys                                 | 1:25:37,8 21:10,3 21:11,6 21:25,9 21:50,0 | 0+11 0+2 0+0 0+0 0+3 0+0 0+1 0+3 0+2 | +5:47,6 |
| 15.      | 16 | Észtország (EST) · Rene Zahkna · Kristo Siimer · Kalev Ermits · Raido Ränkel                                        | 1:26:03,6 21:25,8 22:26,7 20:56,9 21:14,2 | 2+12 0+0 1+3 0+3 1+3 0+0 0+2 0+1 0+0 | +6:13,4 |
| 16.      | 20 | Kína (CHN) · Cheng Fangming · Yan Xingyuan · Zhu Zhenyu · Zhang Chunyu                                              | 1:26:27,5 20:12,8 22:37,5 21:46,2 21:51,0 | 2+11 0+1 0+0 0+2 2+3 0+1 0+3 0+1 0+0 | +6:37,3 |
| 17.      | 12 | Finnország (FIN) · Heikki Laitinen · Tero Seppälä · Olli Hiidensalo · Tuomas Harjula                                | 1:26:57,7 22:27,8 20:34,7 21:25,2 22:30,0 | 4+14 0+2 2+3 0+0 0+2 0+1 0+3 0+0 2+3 | +7:07,5 |
| 18.      | 18 | Bulgária (BUL) · Blagoy Todev · Vladimir Iliev · Dimitar Gerdzhikov · Anton Sinapov                                 | 1:27:05,3 22:27,2 20:26,6 21:58,4 22:13,1 | 2+11 0+2 0+1 0+1 0+1 1+3 0+0 0+0 1+3 | +7:15,1 |
| 19.      | 13 | Csehország (CZE) · Jakub Štvrtecký · Mikuláš Karlík · Adam Václavík · Michal Krčmář                                 | lekörözték 22:55,8 20:29,3 lekörözték     | – 1+3 1+3 0+2 0+3 0+0 2+3            | –       |
| 20.      | 21 | Belgium (BEL) · Florent Claude · Thierry Langer · Tom Lahaye-Goffart · César Beauvais                               | lekörözték 21:01,7 22:08,2 lekörözték     | – 0+0 0+2 0+1 0+2 0+3 0+0            | –       |
| 21.      | 19 | Szlovákia (SVK) · Michal Šíma · Matej Baloga · Šimon Bartko · Tomáš Sklenárik                                       | lekörözték 21:39,2 22:10,1 lekörözték     | – 0+0 0+2 0+1 0+2 2+3 0+2            | –       |